# Manuale diagnostico e statistico dei disturbi mentali

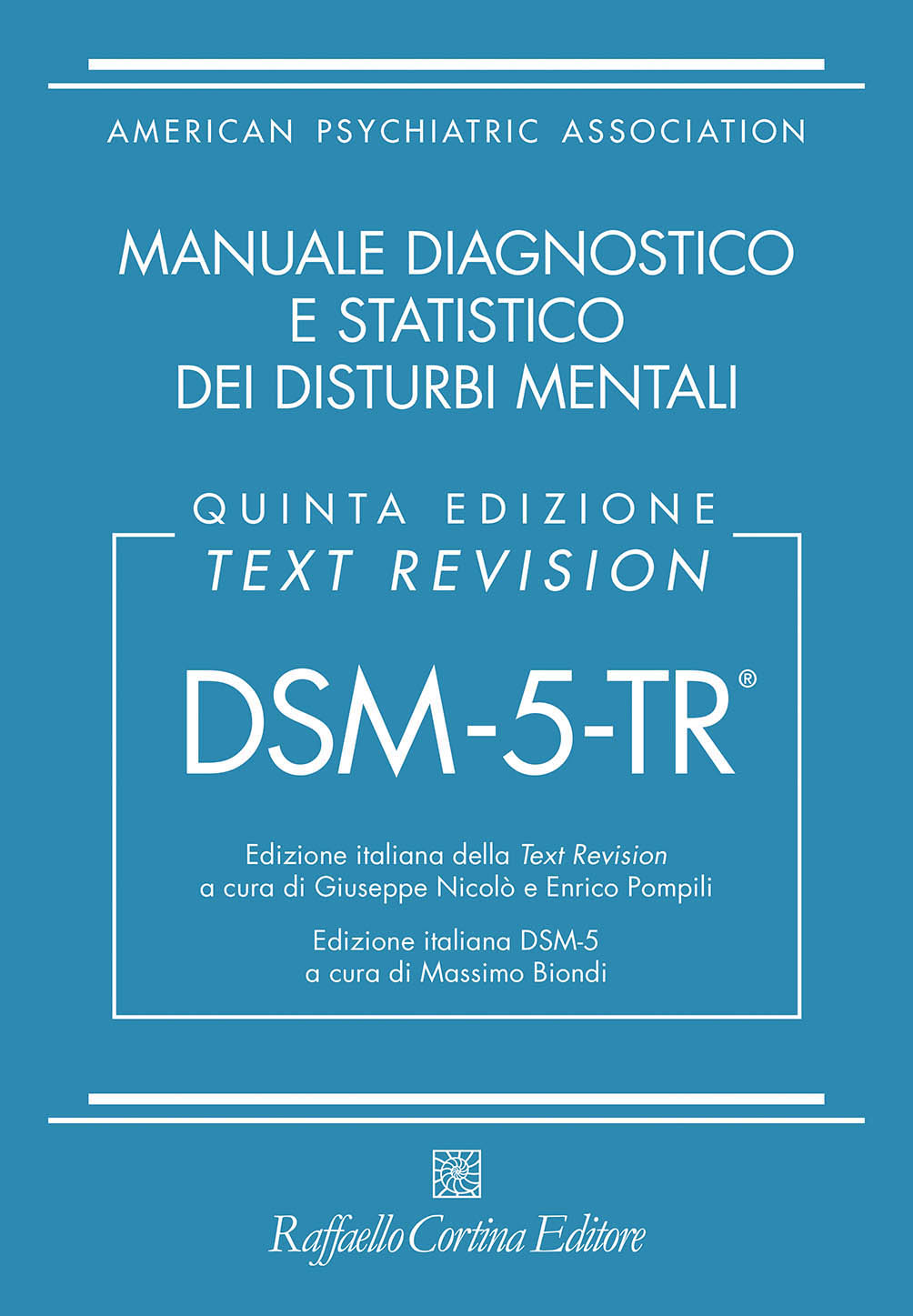
Copertina DSM-5-TR

Il Manuale diagnostico e statistico dei disturbi mentali, noto anche con la sigla DSM derivante dall'originario titolo dell'edizione statunitense Diagnostic and Statistical Manual of Mental Disorders, è uno dei sistemi nosografici per i disturbi mentali o psicopatologici più utilizzati da psichiatri, psicologi e medici di tutto il mondo, sia nella pratica clinica sia nell'ambito della ricerca, redatto dall'American Psychiatric Association.
Nel corso degli anni il manuale, arrivato nel 2013 alla 5ª edizione e nel 2023 alla 5ª edizione revisionata, è stato redatto tenendo in considerazione l'attuale sviluppo e i risultati della ricerca psicologica e psichiatrica in numerosi campi, modificando e introducendo nuove definizioni di disturbi mentali.

## Storia
La prima versione risale al 1952 (DSM-I) e fu redatta dall'American Psychiatric Association (APA), come replica degli operatori nell'area del disagio mentale all'Organizzazione mondiale della sanità (OMS), che nel 1948 aveva pubblicato un testo, la classificazione ICD, esteso pure all'ambito dei disturbi psichiatrici. Da allora vi sono state ulteriori edizioni: nel 1968 il DSM-II, nel 1980 il DSM-III, nel 1987 il DSM-III-R (edizione rivisitata), nel 1994 il DSM-IV, nel 2000 il DSM-IV-TR (testo revisionato) e nel 2013 il DSM-5 (il passaggio dalla numerazione romana a quella araba è dovuto al fatto che «i numeri romani potrebbero risultare limitanti» per la numerazione di successive revisioni o aggiornamenti).
Sono state anche effettuate piccole modifiche nelle ristampe di alcune versioni intermedie; particolarmente significativa la settima ristampa del DSM-II, che nel 1973 espulse l'omosessualità dalla classificazione psicopatologica.
Il manuale DSM-5 è stato pubblicato nel maggio 2013 negli USA, in Italia nel 2014.

### Diffusione e critiche
Il DSM è stato definito negli anni la Bibbia della psichiatria, visto il larghissimo numero di psichiatri, medici e psicologi che lo utilizzano come principale riferimento per la propria attività clinica e di ricerca, ed è presto diventato uno dei principali punti di riferimento diagnostico anche nel campo della psicoterapia non legata alla psichiatria e alla medicina. 
Mentre è considerato da molti, soprattutto nel mondo anglosassone, uno degli strumenti più attendibili per la diagnosi dei disturbi mentali, esso ha, d'altro canto, da sempre suscitato ampie critiche in quanto ritenuto, al contrario, inaffidabile.
Oltre che come supporto diagnostico e terapeutico, il DSM è utilizzato anche per la costruzione di test e questionari psicologici o per valutare l'idoneità a esercitare di uno psicologo in formazione (in Italia è necessario iscriversi all'Albo degli Psicologi per esercitare la professione, e una delle quattro prove costitutive dell'Esame di Stato prevede la descrizione di un caso clinico, e il più delle volte valutato seguendo i criteri del DSM). I Corsi di Laurea sono ricchi di riferimenti a questo strumento diagnostico. È utilizzato anche da Compagnie di assicurazione sulla salute per determinare la copertura assicurativa.
Il DSM è al centro di numerose critiche, dal momento che non a tutti sembra uno strumento adeguato per valutare la situazione clinica di una persona. Opinioni difformi da quella dell'APA criticano la sua struttura rigidamente statistica, in particolar modo la scelta dei cut-off che porterebbero a diagnosticare un disturbo mentale a una persona con tre delle caratteristiche richieste, allo stesso modo di una persona con sette di quelle caratteristiche e "a scapito" di chi ne raccoglie solo due. In sostanza, si riproduce un modello neo-positivista di spiegazione, cioè, si riproduce la cosiddetta "nosografia" che è un metodo descrittivo della malattia psichiatrica su basi di etichettamento non necessariamente corrispondenti alla realtà.
Inoltre l'approccio descrittivo del DSM impedisce di individuare qualche riferimento alle caratteristiche soggettive del paziente, agli effetti della sua esperienza e la sua storia personale (v. Immagine idiografica). Senza contare che un riferimento acritico a esso, non supportato da ulteriori analisi cliniche, sacrificherebbe inevitabilmente ogni aspetto "psicologico-clinico", nella sua (ormai rara) accezione di "intervento sul caso".
Altre critiche riguardano più direttamente la dimensione etica: in uno studio che ha analizzato i rapporti tra 170 membri estensori del DSM e case farmaceutiche, ha rilevato che circa la metà degli psichiatri che hanno partecipato alla stesura del DSM ha avuto rapporti economici con le società farmaceutiche.
Infine, più di recente sono state avanzate critiche epistemologiche secondo le quali il DSM è entrato in un periodo di crisi scientifica a causa di una serie di vere e proprie "anomalie kuhniane": eccessiva comorbilità, elevata eterogeneità interna delle diagnosi, ecc. Da queste analisi emergerebbe che queste anomalie sono conseguenze necessarie dell'approccio neopositivista che sottende il DSM e sulla cui base sono strutturati i criteri diagnostici operativi.
In un comunicato del 29 aprile 2013 Thomas Insel, direttore del NIMH (National Institute of Mental Health), la maggiore istituzione pubblica statunitense di ricerca nel campo psichiatrico, ha evidenziato l'intrinseca mancanza di validità dell'intero DSM (sia dunque con riferimento alle tipologie inserite nella classificazione, sia con riferimento a quelle espunte dall'elenco delle patologie nel corso degli anni), le cui diagnosi sono basate sul consenso su gruppi di sintomi clinici e non su analisi oggettive di laboratorio. Secondo Thomas Insel, questo equivarrebbe, nelle altre branche della medicina, a creare sistemi diagnostici basati sul dolore al petto o sul tipo di febbre.
Secondo L. Cosgrove, et al., i membri del gruppo degli estensori del DSM avevano interessi finanziari nell'industria farmaceutica, nel 56% degli estensori per il DSM-IV e nel 68% per il DSM-5.

## Edizioni

### DSM (1952)
La prima edizione fece seguito a una sintesi richiesta dall'Organizzazione Mondiale della Sanità che chiedeva dati statistici sui disturbi mentali.

### DSM-II (1968)
Particolarmente significativa la settima ristampa del DSM-II, che nel 1973 rimosse l'omosessualità dalla classificazione psicopatologica.

### DSM-IV (1994)
DSM-IV è la quarta revisione di un lavoro di ricerca di consenso di mezzo secolo da parte dell'American Psychiatric Association. Parte della popolarità del DSM-IV è dovuta al fatto che esso si basa su una vasta base empirica ed è ateoretico, cioè si è limitato a identificare le tipologie più frequenti di disturbo psichico e a fotografarne gli elementi associati.
Il manuale, secondo gli intendimenti degli autori e dell'APA, dovrebbe essere:
- nosografico: i quadri sintomatologici sono descritti a prescindere dal vissuto del singolo, e sono valutati in base a casistiche frequenziali.
- ateorico: non si basa su nessun tipo di approccio teorico, né comportamentista, né cognitivista, né psicoanalitico, né gestaltico, ecc.
- assiale: raggruppa i disturbi su 5 assi, al fine di semplificare e indicare una diagnosi standardizzata.
- su basi statistiche: si rivolge a esse in quanto il sintomo acquista valore come dato frequenziale; i concetti statistici di media, frequenza, moda, mediana, varianza, correlazione, ecc. giungono a essere essi stessi il "solco" mediante il quale si valuta la presenza o meno di un disturbo mentale.

I disturbi mentali vengono definiti in base a quadri sintomatologici, e questi ultimi sono raggruppati su basi statistiche.
Si tratta di un manuale che raccoglie attualmente più di 370 disturbi mentali, descrivendoli in base alla prevalenza di determinati sintomi (per lo più quelli osservabili nel comportamento dell'individuo, ma non mancano riferimenti alla struttura dell'io e della personalità). Il problema della malattia mentale non è un problema esclusivamente biologico o organicista come si credeva in passato (a tal proposito si parla di “riduzionismo biologico”), l'approccio attuale è necessariamente un approccio “multidisciplinare”: la malattia mentale è in sé stessa multifattoriale e ciò comporta che si tenga conto di tutti i diversi paradigmi di spiegazione. Il disturbo mentale è il risultato di una “condizione sistemica” in cui rientrano: il patrimonio genetico, la costituzione, le vicende di vita, le esperienze maturate, gli stress, il tipo di ambiente, la qualità delle comunicazioni intra ed extra-familiari, l'individuale diversa plasticità dell'encefalo, i meccanismi psicodinamici, la peculiare modalità di reagire, di opporsi, di difendersi.
Dunque, una visione “plurifattoriale integrata” della malattia mentale. Non a caso, il DSM-IV-TR non fa uso di termini quali infermità o malattia, ma ricorre al più generale concetto di “disturbo mentale”.

#### DSM-IV-TR (2000)
Il DSM-IV-TR ha introdotto dei cambiamenti nei criteri diagnostici per le seguenti psicopatologie:
- sindrome di Tourette;
- demenza dovuta a malattia di Alzheimer o ad altra condizione medica generale;
- disturbo di personalità dovuta a condizione medica generale;
- esibizionismo, frotteurismo, pedofilia, sadismo, voyeurismo.

#### Struttura DSM-IV
Il DSM è uno strumento di diagnosi descrittiva dei disturbi mentali. Il suo approccio è quello di applicare la relativa stabilità dell'analisi descrittiva dei sintomi di patologie mediche all'universo dei disturbi mentali.
La sua struttura, in riferimento al DSM IV-TR, segue un sistema multiassiale: divide i disturbi in cinque assi, così ripartiti:
- ASSE I: disturbi clinici, caratterizzati dalla proprietà di essere temporanei o comunque non "strutturali" e altre alterazioni che possono essere oggetto di attenzione clinica: lo psichiatra cerca la presenza di disturbi clinici che possono essere riconducibili non solo al cervello e al sistema nervoso, ma anche a qualsiasi condizione clinica significativa che il soggetto può avere (per esempio valuterà se il soggetto è sieropositivo, malato cronico, etc.)
- ASSE II: disturbi di personalità e ritardo mentale. Disturbi stabili, strutturali e difficilmente restituibili a una condizione "pre-morbosa"; generalmente, ma non necessariamente, si accompagnano a un disturbo di Asse I, cui fanno da contesto. Questo asse è diviso in sottoparagrafi corrispondenti ai diversi disturbi di personalità.
- ASSE III: condizioni mediche acute e disordini fisici
- ASSE IV: condizioni psicosociali e ambientali che contribuiscono al disordine
- ASSE V: valutazioni globali del funzionamento

Per fare qualche esempio, il DSM inserisce nell'ASSE I disturbi come schizofrenia e altre forme di psicosi, e disturbi altrimenti noti come nevrosi, che il manuale ha "abolito" dalla sua nomenclatura. Nell'ASSE II invece sono raccolti disturbi di personalità come quello borderline o quello paranoide. I restanti tre assi possono inquadrare sotto aspetti più ampi il paziente.
Per ciascun disturbo mentale è effettuata una breve descrizione del cosiddetto "funzionamento generale", che allude alle strategie di gestione psichica e ambientale dell'individuo, a grandi linee, e un elenco di comportamenti sintomatici o stili di gestione delle emozioni o altri aspetti della vita psichica.
Generalmente il DSM richiede un cut-off, un numero minimo di sintomi raccolti per poter effettuare una corretta diagnosi. Ad esempio per il "disturbo antisociale di personalità" si parla di un «quadro pervasivo di inosservanza e di violazione dei diritti degli altri» (APA, 1994) e di «tre (o più)» caratteristiche elencate, fra cui disonestà, incapacità di conformarsi alle norme sociali, irritabilità e aggressività.
Di solito il DSM richiede un periodo minimo di presenza dei sintomi per poter effettuare una diagnosi (si parla di alcuni mesi). Altri criteri di esclusione sono l'età di insorgenza del disturbo (per i disturbi di personalità ad esempio si richiede l'insorgenza nell'adolescenza) e una diagnosi differenziale rispetto a disturbi che potrebbero essere accomunati dagli stessi sintomi.

### DSM-5 (2013)
DSM-5 è la sigla con cui viene identificata l'edizione, e i cambiamenti approvati dalla fondazione dell'APA il 1º dicembre 2012. La pubblicazione della quinta edizione è avvenuta a maggio del 2013. L'APA ha creato un apposito sito per dare indicazioni e ricevere commenti e suggerimenti sulla nuova versione del manuale. L'edizione italiana del DSM-5 e dei volumi correlati è stata pubblicata da Raffaello Cortina Editore.
Nella conferenza del DSM–5 Research Planning Conference del 1999, l'APA e il National Institute of Mental Health (NIMH) hanno identificato i punti principali su cui lavorare per creare la nuova versione del DSM. Sei gruppi di lavoro hanno approfondito i seguenti punti: nomenclatura, neuroscienze e genetica, problemi evolutivi e diagnosi, personalità e disturbi relazionali, disturbi mentali e disabilità e problematiche cross-culturali. Nel 2004 sono stati identificati tre ulteriori argomenti da chiarire: le problematiche di genere, la diagnosi in età geriatrica e i disturbi mentali nell'infanzia.
Nella prima bozza dei nuovi criteri diagnostici del DSM-5, tra le revisioni proposte vi erano le seguenti:
- Introduzione di nuove categorie per i disturbi dell'apprendimento e una categoria diagnostica unica per i disturbi dello spettro autistico, con inclusione di tutte le diagnosi dei disturbi autistici, sindrome di Asperger, disturbo dirompente dell’infanzia e disturbo pervasivo dello sviluppo (NAS). I membri del gruppo di lavoro inoltre raccomandano la modifica dell'etichetta diagnostica di “ritardo mentale”, da tramutare in “disabilità intellettuale”.
- Eliminazione delle attuali diagnosi di abuso da sostanze e dipendenza a favore della nuova categoria “dipendenze e disturbi correlati”. Questi includono disturbi da abuso di sostanza, dove ogni tipo di sostanza viene definita con la propria specifica categoria diagnostica. In questo modo sarà più semplice distinguere tra la ricerca compulsiva di sostanze, nell'ambito della dipendenza (“craving”), e la normale risposta di aumento della tolleranza nei casi di pazienti che usano quei farmaci che alterano il sistema nervoso centrale.
- Creazione di una nuova categoria diagnostica per le “dipendenze comportamentali” in cui verrà inserito il “gambling”. Alcuni specialisti hanno richiesto l'inclusione, all'interno di questa categoria, anche della dipendenza da Internet, ma ancora non esistono dati sufficienti per rendere ufficiale tale inserimento. Al contrario, però, questa diagnosi verrà inserita in appendice, con lo scopo di promuovere studi sull'argomento.
- Inserimento di nuove scale per valutare il rischio suicidiario in adulti e adolescenti, con lo scopo di aiutare i clinici a identificare coloro maggiormente a rischio. Le scale includono criteri derivati da ricerche sull'argomento, come ad esempio l'impulsività e l'uso di alcol in adolescenza.
- Considerazione di una nuova categoria di “sindromi a rischio” (“risk syndromes”), per aiutare i clinici a identificare precocemente eventuali disturbi mentali gravi, come demenza e psicosi.
- Inserimento della categoria diagnostica di “disregolazione del temperamento con disforia” (temper dysregulation with dysphoria, TDD), all'interno della sezione dei Disturbi dell'umore. I nuovi criteri saranno basati su studi precedenti con lo scopo di aiutare i clinici a distinguere i bambini con TDD da coloro i quali presentano un disturbo bipolare o un disturbo di tipo oppositivo provocatorio.
- Riconoscimento del disturbo da alimentazione incontrollata e criteri più adeguati per le diagnosi di Anoressia (AN) e Bulimia nervosa (BN).

Inoltre l'APA propone un nuovo sistema diagnostico di tipo dimensionale, in modo da permettere ai clinici di valutare la gravità dei sintomi.

#### Cambiamenti nelDSM-5
- Sindrome di Asperger: È stato proposto di non considerare più la sindrome di Asperger come un disturbo distinto ma di incorporarlo all'interno dalla categoria di spettro autistico. Tuttavia, questa proposta di cambiamento ha sollevato non poche controversie che hanno visto coinvolti specialisti del settore quali Tony Attwood e Simon Baron-Cohen e il gruppo "Keep Asperger's Syndrome in the DSM-5”.[18][19]
- Disturbo da deficit di attenzione/iperattività: È stato proposto di modificare i criteri diagnostici del disturbo da deficit di attenzione/iperattività (ADHD) in base all'età del bambino. Ovvero, mentre nel DSM-IV era affermato che per validare la diagnosi i sintomi dovessero iniziare prima dei sette anni, nel DSM-5 è previsto che possano iniziare entro i dodici anni.
- Disturbo bipolare: Akiskal e Ghaemi (2006) hanno proposto di includere nuovi e più accurati criteri per alcuni sottotipi di disturbo bipolare. Inoltre, è stato suggerito di rendere maggiormente selettivi i criteri per la diagnosi di questo disturbo in età evolutiva, sostituendolo piuttosto con la diagnosi di “temper dysregulation with dysphoria” (TDD).[20][21]
- Disturbo dissociativo dell'identità: Visti i numerosi dissensi sulla diagnosi del disturbo dissociativo di identità (DDI) è stato proposto un criterio aggiuntivo: “C. Causa stress e significativa compromissione nella sfera sociale, lavorativa o in altre aree di funzionamento”. L'inserimento di questo criterio ha lo scopo di aiutare il clinico a distinguere quelle che sono le esperienze dissociative legate allo specifico contesto culturale (ad esempio lo sciamanesimo, dove gli stati di trance sono volontari) dai casi di psicopatologia.[22][23]
- Disturbo dell’ipersessualità: È stato proposto di introdurre il disturbo dell'ipersessualità. Tale diagnosi viene soddisfatta se l'individuo presenta alcuni dei seguenti sintomi: eccessiva pratica di attività sessuale (misurato in termini di tempo), pratica di attività sessuale in risposta a stress o stato dell'umore negativo, etc.[24] Inoltre, il disturbo può essere diagnosticato se i sintomi sono presenti da almeno sei mesi e se l'attività quotidiana dell'individuo ne è inficiata.
- Disturbo oppositivo provocatorio: È stato proposto di suddividere gli attuali otto criteri del disturbo oppositivo provocatorio in tre categorie distinte: umore rabbioso/irritabile, comportamento ostinato/oppositivo e comportamento vendicativo.
- Disturbi di personalità: In Asse II è stata proposta una radicale modifica delle diagnosi dei disturbi di personalità (DDP), favorendo un sistema di classificazione dimensionale, piuttosto che categoriale.[25] Tale sistema è basato sulla valutazione della gravità dei tratti di personalità nei seguenti domini: emotività negativa, introversione, antagonismo, disinibizione, compulsività e schizotipia. I pazienti verranno diagnosticati anche sulla base della loro somiglianza a cinque prototipi di personalità: l'antisociale/psicopatico, l'evitante, il borderline, l'ossessivo-compulsivo e lo schizotipico. Il disturbo di personalità narcisistico e quello istrionico verranno eliminati e inseriti all'interno di domini più ampi (ad esempio, all'interno del dominio dell'antagonismo).
- Picacismo: È stato proposto di spostare il Pica all'interno della categoria dei disturbi del comportamento alimentare (DCA),[26] specificando che le sostanze ingerite devono essere “non-alimentari” e “non-nutritive”.
- Disturbo da stress post-traumatico: Per questo disturbo sono proposti diversi cambiamenti.
- Schizofrenia: Verranno eliminati i sottotipi di schizofrenia paranoide, disorganizzata, catatonica, indifferenziata e residua.[27] Inoltre verrà eliminato il disturbo psicotico condiviso (la cosiddetta “folie à deux”).
- Disturbo somatoforme: All'attuale disturbo somatoforme è stato proposto di aggiungere il sottotipo multisomatoforme[28] e il disturbo somatoforme breve.[29]
- Sono inoltre state proposte le seguenti nuove patologie: Absexual, Disturbo post traumatico da stress complesso, Disturbo di personalità depressivo, Disturbo di personalità negativistico (passivo-aggressivo), Disturbi interpersonali, Rallentamento cognitivo (sluggish cognitive tempo), Disturbo da alimentazione incontrollata.

### DSM-5-TR (2022)
Una revisione del DSM-5, intitolata DSM-5-TR, pubblicata originariamente a marzo 2022 ed edita in lingua italiana nel marzo 2023, aggiorna i criteri diagnostici e i codici ICD-10-CM. I criteri diagnostici per il disturbo evitante/restrittivo dell'assunzione di cibo sono stati modificati, insieme all'aggiunta di voci per disturbo da lutto prolungato, disturbo dell'umore non specificato e disturbo neurocognitivo lieve indotto da stimolanti. Per la sua realizzazione sono stati costituiti tre gruppi di revisione - per genere, cultura e suicidio - insieme a un "gruppo di lavoro sull'equità e l'inclusione etnorazziale" che ha portato allo sviluppo di sezioni aggiuntive per ogni disturbo mentale su genere, etnia e variazioni culturali. Sono stati anche aggiunti dei codici diagnostici per specificare i livelli di suicidalità e autolesionismo non suicidario per ogni disturbo mentale. Altri disturbi che hanno subito delle modifiche nel manuale aggiornato sono:
- Disturbo dello spettro autistico;
- Disturbo bipolare I, disturbo bipolare II e disturbi bipolari correlati
- Disturbo ossessivo-compulsivo di personalità;
- Episodi depressivi con ipomania di breve durata;
- Disturbo dello sviluppo intellettivo;
- Disturbo delirante;
- Disturbo dirompente della disregolazione dell'umore;
- Disturbo psicotico breve.